# Bulbophyllum vinaceum
Bulbophyllum vinaceum là một loài phong lan thuộc chi Bulbophyllum.